# Von Krolock
Il Conte (Graf in lingua tedesca ) von Krolock è un personaggio immaginario originariamente creato da Gérard Brach e Roman Polański nel film Per favore, non mordermi sul collo! e successivamente protagonista del musical Tanz der Vampire, scritto da Michael Kunze su musiche di Jim Steinman.
Il conte von Krolock trascorre una vita solitaria e malinconica in un vecchio castello tra le montagne, in compagnia del figlio Herbert e del servitore Koukol. Il torpore e la solitudine della sua esistenza si interrompono solo in occasione dell'annuale ballo dei vampiri, quando i non-morti del cimitero si rianimano e il castello rivive, per una notte, il suo antico splendore. Nel corso delle vicende narrate, Von Krolock conduce al suo castello la giovane Sarah, nella speranza di berne il sangue al ballo e di trasformarla in un vampiro. I suoi progetti sono però ostacolati dal professor Abronsius, deciso a combattere la piaga del vampirismo, e dal suo assistente Alfred, innamorato di Sarah. I due riescono infatti a portare via Sarah, ma finiranno vittime di quest'ultima, ormai divenuta anch'essa un vampiro.

## Rappresentazioni del personaggio
La prima versione del personaggio, impersonato dall'attore tedesco Ferdy Mayne nel film del 1967 Per favore, non mordermi sul collo! incarna, con una certa ironia, i tipici stereotipi del vampiro cinematografico (un nobile di mezza età dal fascino ombroso, solitario e austero, ma pronto a sfogare le sue brame su giovani fanciulle) ponendosi, in molti elementi, come una chiara parodia del Dracula di Christopher Lee nei film della Hammer.
Figura relativamente secondaria nel film (dove appare un semplice antagonista, funzionale alle disavventure di Abronsius e Alfred), il conte tuttavia appare subito caratterizzato in modo tutt'altro che banale (risultando spesso più concreto di molti vampiri "seri" del cinema dell'epoca).
Tuttavia è nella successiva versione della storia, il musical tedesco Tanz Der Vampire, che emergono tutte le potenzialità del personaggio, elevato a vero protagonista della vicenda e saldamente caratterizzato grazie allo script di Michael Kunze e alla vigorosa interpretazione di Steve Barton.
Nel musical traspare un carattere tendente ad una cupa malinconia, talvolta interrotta da slanci passionali e aggressivi, in cui emerge un profondo pessimismo esistenziale (esplicitato dai brani quali Gott ist Tot o il terribile Die Unstillbare Gier. in cui l'animo del personaggio è chiaramente rivelato) del tutto inedito. Rispetto alla versione cinematografica inoltre, il personaggio appare privato (soprattutto nell'interpretazione di Barton) di quasi tutti i suoi tratti più "leggeri" e parodistici.
I numerosi interpreti teatrali succedutesi nel ruolo non hanno introdotto sostanziali variazioni nel personaggio, riavvicinandosi talvolta all'interpretazione di Mayne (Kevin Tarte) o restando sulla linea tracciata da Barton (Thomas Borchert; Egyházi Géza).
Un discorso a parte merita il personaggio di Giovanni von Krolock interpretato da Michael Crawford in Dance of the Vampires, musical americano di John Rando e David Ives, ispirato all'originale spettacolo tedesco ma ampiamente riscritto e sostanzialmente svincolato da quest'ultimo. Trasformato in un nobile italo-tedesco, il personaggio perde gran parte dei suoi lati più oscuri e tenebrosi per trasformarsi in una figura più esplicitamente comica e grottesca.